# Niemand weet hoeveel ik van je hou
Niemand weet hoeveel ik van je hou is een single van Jimmy Frey. Het is afkomstig van hun album Jimmy Frey 10 jaar; 16 grootste successen. Het is een van de elf hits die Frey in Vlaanderen heeft gehad. Het was opnieuw een nummer, waarin Frey werd ondersteund door Nelly Byl. Frey kreeg voor dit lied de BRT Zomerhit-onderscheiding. Van de single, die een aantal weken aan de top stond in de Vlaamse top 10, werden ongeveer 35.000 exemplaren verkocht.

## Hitnotering

### BelgischeBRT Top 30
| Hitnotering: 30-3-1974 t/m 10-5-1974 | Hitnotering: 30-3-1974 t/m 10-5-1974 | Hitnotering: 30-3-1974 t/m 10-5-1974 | Hitnotering: 30-3-1974 t/m 10-5-1974 | Hitnotering: 30-3-1974 t/m 10-5-1974 | Hitnotering: 30-3-1974 t/m 10-5-1974 | Hitnotering: 30-3-1974 t/m 10-5-1974 |
| Week:                                | 1                                    |                                      |                                      | 2                                    | 3                                    |                                      |
| ------------------------------------ | ------------------------------------ | ------------------------------------ | ------------------------------------ | ------------------------------------ | ------------------------------------ | ------------------------------------ |
| Positie:                             | 15                                   | x                                    | x                                    | 28                                   | 28                                   | uit                                  |